# 武田信繁
武田 信繁（たけだ のぶしげ）は、戦国時代の武将。甲斐武田氏18代・武田信虎の子で、武田信玄の同母弟。
官職である左馬助の唐名から「典厩（てんきゅう）」と呼ばれ、嫡子・武田信豊も典厩を名乗ったため、後世「古典厩」と記される。武田二十四将においては武田家の副将として位置づけられている。

## 生涯
大永5年（1525年）、武田信虎の四男として生まれる。幼名は次郎。信虎は幼少期から信繁を寵愛し、嫡男である晴信（後の武田信玄）を廃し、信繁に家督を譲ろうとしていた。しかし天文10年（1541年）、晴信が信虎を駿河国の今川義元の元へ追放するクーデターに当たり、信繁は晴信と力を合わせた。ただし甲斐国志によれば両者が合意の上で、信虎が隠居したとされる。晴信の家督相続時、信繁は姉婿の穴山信友と共に御一門衆の中で数少ない成人であり、晴信の補佐役として信濃経略に従事している。
天文11年（1542年）の諏訪侵攻では信繁は大将として、宿老の板垣信方とともに出兵を主導し、同年9月の高遠頼継の反乱に際しても鎮圧の大将を務めたとされる。この時、晴信から勘気を受けていた長坂虎房が頼継弟の蓮芳斎を討ち取り、信繁が取次となって赦免されたという逸話も残されている。諏訪を制圧した武田氏は信方を郡代とし、信繁にも諏訪衆を同心として付属させたという。天文13年（1544年）には信虎の高野山参詣に際し、宿坊となった引導院への礼状を発給しており、対外交渉への携わりも確認される。
天文20年（1551年）2月1日、『高白斎記』に拠ると信繁は、武田氏庶流の吉田氏を襲名している。信玄期には武田一族においても武田姓を免許される家は御一門衆においても限られており、信繁については吉田姓を襲名した記録が見られるものの文書上からは確認されず、御一門衆筆頭としての特別な立場にあったと考えられている。同時期には晴信嫡男の義信が元服しており、信繁の吉田氏継承は、武田宗家から外れ庶流家当主となることで義信の武田宗家後継者としての立場を明確にするための、政治的配慮であった可能性も考えられている。
天文20年7月、村上義清討伐のための先衆として出陣。天文22年（1553年）4月には甲斐衆今井岩見守に対し、落城した信濃国苅屋原城主への任命を通達。同じく4月には村上方から奪取した葛尾城に在城していた秋山虎繁に対しても上位を通達した他、恩賞の付与などを行っている。また、武田氏はやがて北信地域を巡り越後国の長尾景虎（後の上杉謙信）と抗争を繰り広げるが（川中島の戦い）、天文24年（1555年）には景虎の越後帰陣を報告した。
武田氏は征服した信濃諸族に対し、一族を養子に入れて懐柔する方策を取っているが、信繁の子の信頼と信永も、信濃佐久郡の望月氏の養子となっている。
永禄4年（1561年）9月10日、第4次川中島の戦いで討死する。享年37。
信繁の遺骸は、第4次川中島の戦いにおいて信繁本陣となった鶴巣寺に埋葬された。承応3年（1654年）、松代藩主真田信之が鶴巣寺を典厩寺と改め、信繁の菩提を弔った。真田氏による信繁への敬愛は、武田氏に仕えた信之の父・真田昌幸に端を発し、昌幸は自身の次男にその名を与えている（真田信繁）。
信繁は『武田法性院信玄公御代惣人数之事』『甲陽軍鑑』等における武田家臣団において、同母弟である信廉とともに武田姓の称号を免許される御一門衆に属し、信繁・信豊の武田典厩家は信廉の武田逍遥軒家とともに御一門衆の筆頭に位置する。信繁は武田領国内において城番として領域支配を行っていることが確認されず、基本的には甲府に在住して武田家の外交に参与し、合戦の際には信玄名代として軍事を指揮し、先衆を統制する立場で出陣していたと考えられている。
子孫には院蔵人を務めた武田晴親がいる。

## 人物・評価
武田氏では信玄をはじめ文人的業績を残した人物も複数いるが、信繁も天文17年（1548年）、四辻季遠らが甲斐を訪れた際に和歌を詠んでいる。
永禄元年（1558年）4月、99ヶ条に渡る『武田信繁家訓』（甲州法度之次第の原型）を作成し、嫡子長老（信豊）に与えた。序文を長禅寺住職の春国光新が撰文し、内容も『論語』をはじめ中国古典から引用された箇所があり、信繁の教養を物語るものとして注目される。この家訓は江戸時代の武士の心得として広く読み継がれ、信繁は「まことの武将」と評されるほど敬愛を集めた。儒学者の室鳩巣は「天文、永禄の間に至って賢と称すべき人あり。甲州武田信玄公の弟、古典厩信繁公なり」との賞賛を贈った。
信玄は戦死した信繁の遺体を抱くと号泣したと伝えられ、敵の上杉輝虎始め、上杉家臣団からもその死は惜しまれたという。武田家臣団からも「惜しみても尚惜しむべし」と評され、もし信繁が生きていたら、信玄・義信父子の対立はなかったと言われるほどである。また山県昌景は「古典厩信繁、内藤昌豊こそは、毎事相整う真の副将なり」と評したという。